# Deset dnů, které otřásly světem (opera)
Deset dnů, které otřásly světem (v ruském originále Десять дней, которые потрясли мир, v ukrajinštině Десять днів, що сколихнули світ) s podtitulem Fresky o revoluci je opera o deseti obrazech s prologem ukrajinského skladatele Marka Veniaminovyče Karminského (rusky Mark Veniaminovič Karminskij). Libreto napsal ruský teatrolog Viktor Jakovlevič Dubrovskij (1929–2003) na námět známé reportážní knihy Johna Reeda: Deset dnů, které otřásly světem. Opera popisuje události Říjnové revoluce. Opera měla premiéru v divadle opery a baletu v Doněcku 30. října 1970.
I když v centru Karminského opery stojí postava Vladimíra Iljiče Lenina, nejedná se o konvenční historicko-hrdinskou operu ve stylu socialistického realismu, jaké napsali například Vano Muradeli (Říjen, 1961) nebo Julij Mejtus (Bratři Uljanovovi, 1967). Skladatel i libretista si vzali inspiraci z avantgardních dramat a oper z bezprostředně porevolučních 20. let 20. století, ale také z brechtovského epického divadla, a výchozí podoba Deseti dnů není příliš odlišná od soudobého levicově angažovaného divadla na Západě.
Deset obrazů opery sleduje deset dnů z jejího názvu, nepředstavuje však dramaticky rozvíjený děj, ale spíše publicistické či kronikářské zachycení událostí. Libreto je koláží citací z Reedovy knihy, ale i z jiných dobových textů od Leninových řečí a článků po novinové titulky a telegramy; charakterizuje ho útržkovitost, lapidárnost a plakátovost promluv. Podobně jako jejich vzory z 20. let používají Karminskyj a Dubrovskyj metody příbuzné filmové montáži. (Filmové záběry z doby ruské revoluce byly ostatně zapojeny i do inscenačního řešení.) Hudba je založena na deklamaci kombinované s úryvky připomínajícími dobové revoluční masové písně, ale přímo citována je jen Vy žertvoju pali (Pochod padlých revolucionářů).
V opeře vystupuje na 200 samostatných postav, všechny se však objeví jen jednorázově. Vícekrát se objevuje jen hlavní postava – V. I. Lenin (baryton). Jeho zpěv, pojednaný jako metricky volná melodická deklamace, sestává z autentických výroků revolučního vůdce. Celá opera začíná jeho monologem citujícím „Dopis členům ÚV“ z 6. listopadu 1917, předvečera revoluce. Dějem procházejí také dvě postavy komentátorů, Rudogvardějec (Námořník, baryton) a Voják (bas). Spolu se sborem se na scéně v první inscenaci vystřídalo přes 300 účinkujících. Díky velkému zapojení sboru a symbolicky, nepsychologicky pojatým postavám má Karminského opera blíže ke scénickému oratoriu, rozměrné kantátě či vokální symfonii než k tradiční opeře.
Doněcká inscenace byla připravena k běžnému výročí 7. listopadu a v roce 100. jubilea narození V. I. Lenina. Inscenaci připravili režisér Igor Vasiljevič Lacanič, dirigent Jevgenij Ivanovič Kušakov a scénograf B. Kupenko. Lenina zpíval I. Pokora, vojáka I. Dikov a rudogvardějce A. Galenkin. Divadlo ji dlouhodobě udržovalo na repertoáru a získalo s ní 2. cenu na všesvazovém konkursu hudebních představení vytvořených k leninskému jubileu.
Operu Deset dnů, které otřásly světem, uvedlo roku 1972 k výročí 55. výročí VŘSR a 50. výročí vzniku Sovětského svazu Národní divadlo v Praze. Z doněckého divadla se na inscenaci podíleli režisér Je. I. Kušakov a I. V. Lacanič, scénografii navrhl Oldřich Šimánek, kostýmy navrhl ukrajinský rodák působící v Československu Michael Romberg. Hlavní role obsadili Jindřich Jindrák jako V. I. Lenin, Přemysl Kočí jako Námořník (Rudogvardějec) a Jaroslav Horáček jako Voják. Premiéra se konala 2. listopadu 1970 a opera se hrála celkem třináctkrát. Spolu s Mejtusovou Mladou gardou je to jediná ukrajinská opera profesionálně provedená v českém divadle.
Vedle Doněcka a Prahy se Karminského Deset dnů hrálo jen ve Lvově. Klavírní výtah opery s ruským a ukrajinským textem vydalo roku 1973 nakladatelství Muzyčna Ukrajina.